# Amram ben Diuán

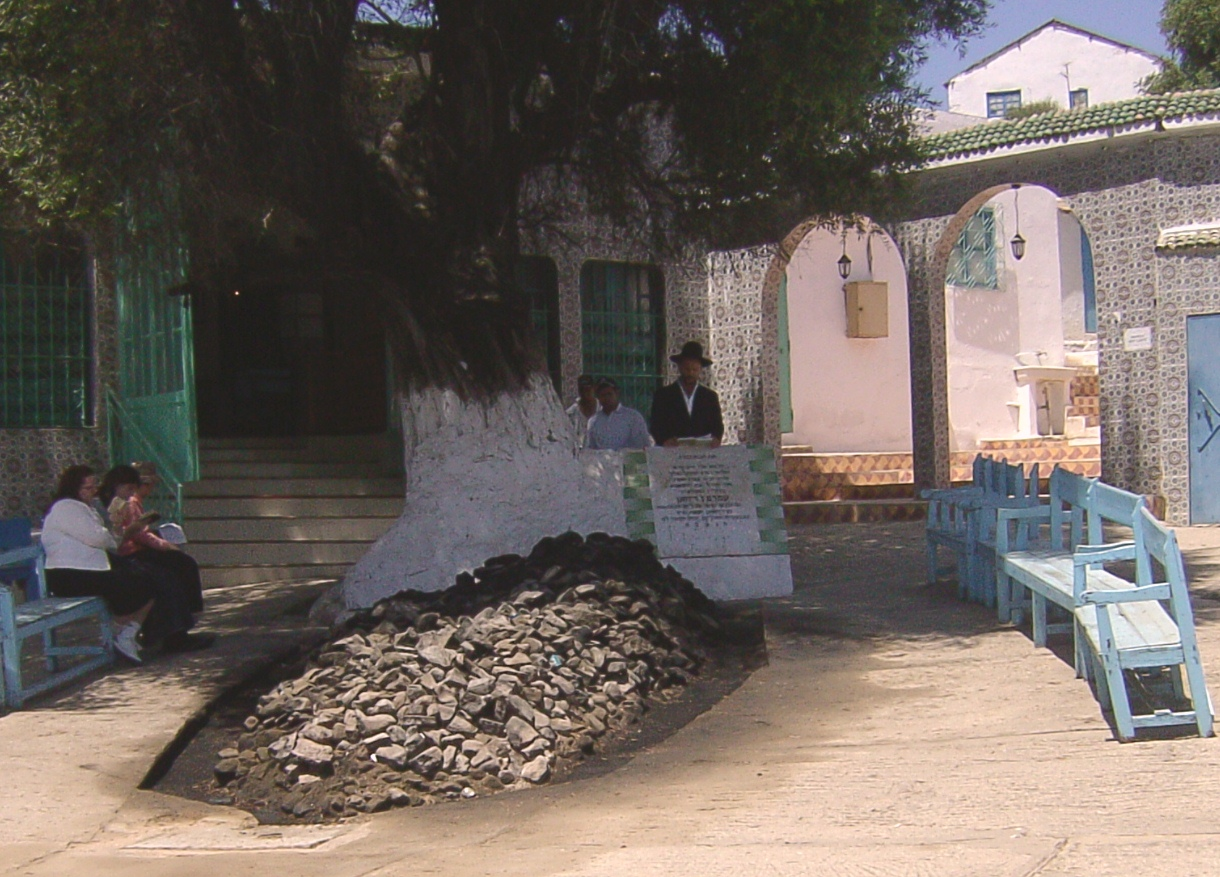
Tumba de Amram ben Diuán en Uezán, Marruecos.

Amram ben Diuán, también transliterado como Amram ben Diwan (en hebreo: עַמְרָם בֶּן דִיוָואן, Jerusalén, Imperio otomano; 1743 - Uezán, Marruecos; 1782) fue un rabino venerado del siglo XVIII, cuya tumba se ha convertido en el lugar de una peregrinación anual.
Aunque nacido en Jerusalén, pronto se trasladó a Hebrón en 1743 y fue enviado a Marruecos como haham kolel para recoger donaciones para Tierra Santa de su comunidad judía. Se instaló en Uezán, donde enseñó el Talmud y tuvo muchos discípulos. Después de 10 años en Marruecos, el rabino Amram regresó a Hebrón y, según la leyenda, entró en la Cueva de los Patriarcas disfrazado de musulmán porque estaba prohibido para los judíos en ese momento. Alguien lo reconoció y lo denunció ante el bajá otomano, que ordenó su arresto. Se vio obligado a huir y regresó a Marruecos, donde fue recibido por la comunidad judía de Fez. Se le atribuyen muchos milagros de curación y tuvo al menos un hijo, el rabino Hayyim ben Diuán.
Mientras viajaba por Marruecos con su hijo, enfermó y murió en Uezán el 18 de Iyar de 1782. Allí se le enterró y se convirtió en un lugar de peregrinación, siendo visitado regularmente, especialmente por personas que lo invocan para curar su enfermedad.